# Vibo Valentia
Vibo Valentia és una ciutat d'Itàlia a la regió de Calàbria, capital de la província de Vibo Valentia. Té una 35.000 habitants (760 habitants per km²). La festa patronal (San Leoluca) és el primer de març. Les fraccions de la ciutat són: Vibo Marina, Bivona, Porto Salvo, Longobardi, San Pietro, Piscopio, Vene, Triparni. Els límits són les comunes de Briatico, Cessaniti, Filandari, Francica, Jonadi, Pizzo, San Gregorio d'Ippona, Sant'Onofrio i Stefanaconi.
A la ciutat hi ha un museu arqueològic estatal (anomenat "Vito Capialbi") i un d'art sacre; també hi ha un jardí botanic.

## Història
Fou una ciutat d'origen brúcia de nom Veip; més tard es van instal·lar grecs de la colònia de Locres Epizefiris. Amb els grecs es va dir Hipònion (llatí: Hipponium) o simplement Hippo, que en llengua osca o brúcia es va transformar en Vibo. Posteriorment, es va fundar una colònia romana al costat de la població grega amb el nom Valentia; en època imperial, quan les dues comunitats ja eren unides, es va dir Vibo Valentia (Estrabó diu Vibona Valentia, però probablement és un error).
Estrabó diu que fou colònia de Locres, ciutat de la Magna Grècia, a l'altre costat de la península del Bruttium/Calàbria. El 389 aC fou ocupada per Dionís de Siracusa, que va destruir la ciutat i va traslladar als habitants a Siracusa i va donar el territoris a la ciutat de Locres, però al cap de deu anys (379 aC) els cartaginesos van restaurar la seva independència i van permetre el retorn dels habitants des l'exili. No va gaudir molt de temps de la seva retrobada llibertat, i va caure en mans dels brucis poc després del 356 aC. El 294 aC la va conquerir Agàtocles que la va considerar una base important i hi va construir un port com estació naval (epineion); però quan Agàtocles va sortir de la ciutat la guarnició fou atacada i destruïda pels brucis que van recuperar Vibo, i la van conservar fins que tot el Bruttium va passar a Roma. El 218 aC el seu territori (Vibonensis ager) fou assolat per la flota cartaginesa; no s'esmenta la ciutat durant les operacions d'Hanníbal al Bruttium.
El 192 aC s'hi va instal·lar una colònia romana de 4000 persones incloent 300 cavallers i des de llavors fou coneguda com a Valentia, si bé el seu nom grec curt (Hippo) fou retingut pel poble sovint utilitzant la froma brúcia Vibo, fins que finalment fou coneguda com a Vibo Valentia.
Fou una de les principals ciutats del sud d'Itàlia i el seu port es va fer servir per a l'exportació de fusta; s'hi van construir unes drassanes. Ciceró l'esmenta com "noble i il·lustre ciutat municipal". Els triumvirs van prometre la ciutat als seus soldats; fou estació naval de Juli Cèsar en la seva guerra contra Gneu Pompeu i fou atacada per Cassius; Octavi (August) la va tenir també com a base en la seva lluita contra Sext Pompeu, i després va deixar el seu territori exempt de distribució entre els soldats per assegurar la seva lleialtat, però més tard va rebre una petita colònia, ja que s'esmenta al Liber Coloniarum.
Durant tot l'imperi fou un municipi romà, esmentat per tots els autors; apareix als Itineraris al segle iv. A la inscripció de la via Popília apareix només com Valentia.
A la seva rodalia creixien gran varietat de boniques flors; la deessa Proserpina hi tenia un temple dedicat, les ruïnes del qual encara s'esmenten al segle xi quan Roger de Sicília va agafar les columnes per adornar la catedral de Mileto de Sicília. Un historiador, Duris de Samos, diu que prop de la ciutat hi havia una cova i unes fonts on hi havia el corn d'Amaltea que havia estar adornat i col·locat per Geló de Siracusa.
Unes petites ruïnes es veuen encara a l'actual Bivona a uns 5 km de Monte Leone, que corresponen probablement a la ciutat grega, mentre la ciutat romana era al mateix lloc que Monte Leone, però no en queden restes (la ciutat moderna va ser fundada al segle xiii per Frederic II) 
Monte Leone fou declarada capital de la Calàbria Ultra pels francesos al segle XIX
La ciutat es va dir Monte Leone fins al 1928 en què el Ministre d'obres públiques Luigi Razza va decretar el seu canvi de nom a l'antic nom romà de Vibo Valentia.

## Personatges il·lustres
- Francesco Calzona (1968), exfutbolista i entrenador.
- Sergio Floccari (1981), futbolista.